# 저스틴 이제릭
저스틴 이제릭(Justine Ezarik, 1984년 3월 20일 ~ )은 미국의 유튜버, 사회자, 작가, 배우이다. 이제릭은 iJustine이라는 이름으로 잘 알려져 있으며, Justin.tv에서 "ijustine.tv" 채널의 1000명의 시청자와 직접 소통하는 라이프 캐스팅이 가장 알려져 있다. 또한 유튜브에서만 5개의 채널 (ijustine, ijustinegaming, ijustinesiphone, ijustinereviews, otherijustine)에 1700개 이상의 동영상을 업로드하고, 재생수는 3억 6600만 이상에 달한다. 특히 치즈 버거를 주문하고 싶어하는 내용의 비디오는 유튜브에서 평가 후 일주일만에 60만 재생수를 달성했다. 이제릭은 2007년에 300 페이지의 아이폰 청구서라는 당시에 제작한 바이럴 비디오로, 국제적인 관심을 모았다. 또한 트위터의 팔로워가 140만명 이상 있으며 세계 상위 1000명에 들어갈 정도의 많다.

## 같이 보기
- 유튜버 목록